# C’est la vie (Cheb-Khaled-Album)
C’est la vie ist das 13. Studioalbum des algerischen Raï-Musikers Cheb Khaled. Es wurde 2012 über das Musiklabel AZ Records veröffentlicht und vom marokkanischen Musikproduzenten RedOne produziert. Es erreichte in den offiziellen französischen Album-Charts (SNEP) Platz 18. Der Titeltrack C’est la vie konnte in die französischen Single-Charts einsteigen und erreichte Platz 4.
Die Texte der Songs sind überwiegend auf Französisch, aber es gibt auch arabische und englische Teile. Auf dem Album sind Features mit Pitbull, Mazagan und Marwan enthalten.

## Titelliste
| #  | Titel                       | Songwriter                                                                        | Produzent                    | Länge |
| -- | --------------------------- | --------------------------------------------------------------------------------- | ---------------------------- | ----- |
| 1  | C’est la vie                | Sam Debbie, RedOne, Alex P, Bilal “The Chef”, AJ Junior, Björn Djupström          | RedOne, Alex P               | 3:50  |
| 2  | Hiya Hiya (feat. Pitbull)   | Sam Debbie, RedOne, Pitbull, Alex P, Bilal “The Chef”                             | RedOne, Alex P               | 3:24  |
| 3  | Encore une fois             | Sam Debbie, RedOne, Alex P, Bilal “The Chef”, AJ Junior, Björn Djupström          | RedOne, Alex P               | 3:27  |
| 4  | Ana Âacheck                 | Sam Debbie, RedOne, Alex P, Rush, Adil K, Bilal “The Chef”                        | RedOne, Alex P               | 3:09  |
| 5  | Dima Labess (feat. Mazagan) | Sam Debbie, RedOne, Issam Kamal, Alex P, Bilal “The Chef”                         | RedOne, David Rush           | 2:50  |
| 6  | Elle est partie             | René Perez                                                                        | Jean-Claude Ghrenassia       | 3:29  |
| 7  | Laila (feat. Marwan)        | Sam Debbie, RedOne, Adil K, Maurice Mamann, John Mamann, Alex P, Bilal “The Chef” | RedOne, Alex P, Trevor Muzzy | 4:21  |
| 8  | Andalucia                   | Mohamed Kamel                                                                     | Jean-Claude Ghrenassia       | 3:13  |
| 9  | El Harraga                  | Hocine Lasnami, Sam Debbie                                                        | Jean-Claude Ghrenassia       | 3:23  |
| 10 | Bab Jenna                   | Sam Debbie, RedOne, Alex P, Bilal “The Chef”, Adil K                              | RedOne, Alex P, Adil K       | 4:13  |
| 11 | Wili Wili                   | Sam Debbie, RedOne, Bilal “The Chef”, Rush, Adil K                                | RedOne, David Rush           | 3:59  |
| 12 | Samira                      | Sam Debbie, RedOne, Alex P, Bilal “The Chef”, François Admouchnino                | RedOne, Alex P               | 4:09  |

## Chartplatzierungen
| Land                          | Beste Position |
| ----------------------------- | -------------- |
| Schweiz (Schweizer Hitparade) | 96             |